# Antônio Monteiro Dutra
Antônio Monteiro Dutra (Duque Bacelar, 11 de agosto de 1973) é um ex-futebolista brasileiro que atuava como lateral-esquerdo.

## Carreira como jogador

### Início
Dutra iniciou sua carreira em 1993, jogando pelo Bacabal, modesto time do interior do Maranhão. Após se destacar no campeonato estadual, foi contratado pelo Ferroviário.
No ano seguinte passou pelo Paysandu e chegou ao Mogi Mirim em 1995, onde ganhou destaque e foi contratado pelo Santos no início de 1997.

### Santos
Em seu primeiro ano pelo Santos, Dutra atuou em 14 partidas, marcou um gol e sagrou-se campeão do Torneio Rio-São Paulo. Em outubro do mesmo ano, Dutra marcou um verdadeiro gol de placa na Vila Belmiro, diante do Bahia. O golaço do lateral tornou-se ainda mais importante por ter sido o gol de número 10 mil da história do Santos.

### Empréstimos e Yokohama Marinos
No entanto, sem conseguir se firmar no Peixe, o lateral-esquerdo acumulou empréstimos e passou por América Mineiro, em 1998, Coritiba, em 1999, e Sport, em 2000 e 2001.
No início de 2002, acertou sua transferência para o Yokohama Marinos, do Japão. No total pelo Santos, atuou em 74 jogos e marcou dois gols.
Em sua primeira passagem pelo clube japonês, entre 2002 e 2007, atuou em 147 partidas e entrou para a galeria de ídolos. Além de um título da Copa da Liga Japonesa, o jogador sagrou-se campeão da J-League em 2003 e 2004.

### Segunda passagem pelo Sport
Dutra acertou seu retorno ao Sport no segundo semestre de 2007. O lateral-esquerdo havia sido um dos protagonistas na primeira passagem pela equipe, quando chegou indicado pelo técnico Emerson Leão e fez parte da boa campanha na Copa João Havelange. Já na segunda passagem pelo clube da Ilha do Retiro, foi destaque no Campeonato Brasileiro de 2007 e um dos principais nomes na conquista da Copa do Brasil de 2008, em que o Sport sagrou-se campeão ao superar o Corinthians.
O lateral deixou o rubro-negro em junho de 2011, aos 37 anos. No total pelo Sport, Dutra atuou em 249 partidas, foi campeão do Campeonato Pernambucano quatro vezes consecutivas e ainda conquistou a Copa do Brasil.

### Santa Cruz
Mesmo tendo um ligação muito forte com o Leão, Dutra aceitou uma proposta do rival e foi contratado pelo Santa Cruz em junho de 2011, chegando como principal reforço para a disputa da Série D.
O lateral-esquerdo não decepcionou pelo tricolor, conquistando o acesso em 2011 e sagrando-se campeão do Campeonato Pernambucano de 2012. No total pelo clube coral, Dutra atuou em 29 partidas e marcou dois gols.

### Retorno ao Yokohama Marinos
Logo após deixar o Santa Cruz, acertou seu retorno ao Yokohama Marinos em março de 2012. Nesta segunda passagem pelo clube japonês, entre 2012 e 2014, atuou em 62 partidas e marcou um gol.

### Aposentadoria
Aos 40 anos, Dutra anunciou sua aposentadoria dos gramados no dia 22 de julho de 2014.

## Carreira como treinador
Foi anunciado como auxiliar técnico do Sport no dia 30 de dezembro de 2016, chegando por indicação do treinador Daniel Paulista, com quem atuou junto no próprio Sport enquanto jogador.
Em fevereiro de 2018, assumiu o comando do time Sub-20 do Santa Cruz. O treinador ficou quatro meses no clube e comandou a equipe em apenas dois jogos oficiais.

## Títulos
Santos
- Torneio Rio–São Paulo: 1997

Coritiba
- Campeonato Paranaense: 1999

Yokohama Marinos
- Copa da Liga Japonesa: 2001
- J-League: 2003 e 2004
- Copa do Imperador: 2013

Sport
- Campeonato Pernambucano: 2007, 2008, 2009 e 2010
- Copa do Brasil: 2008

Santa Cruz
- Campeonato Pernambucano: 2012